# Vårberg
Vårberg is een metrostation aan de rode route van de metro van Stockholm en wordt bediend door lijn T13. Het station ligt ten oosten van het Vårbergplein en heeft een eilandperron in de openlucht met de toegang aan de zuidkant.
Door de opening van dit station, op 37,6 meter boven zeeniveau en 12,6 kilometer ten zuidwesten van Slussen, werd op 2 december 1967 de gemeentegrens bereikt. Pas bijna vijf jaar later volgde een verdere verlenging naar het zuidwesten over het grondgebied van Huddinge.
Kunstenares Maria Ängquist Klyvare leverde drie mozaïeken, De hand van de man, De hand van de vrouw en De hand van een kind die sinds 1996 de wanden van het station opsieren.
Norsborg ·
Hallunda ·
Alby ·
Fittja ·
Masmo ·
Vårby gård ·
Vårberg ·
Skärholmen ·
Sätra ·
Bredäng ·
Mälarhöjden ·
Axelsberg ·
Örnsberg ·
Aspudden ·
Liljeholmen ·
Hornstull ·
Zinkensdamm ·
Mariatorget ·
Slussen ·
Gamla Stan ·
T-Centralen ·
Östermalmstorg ·
Karlaplan ·
Gärdet ·
Ropsten